# 3OH!3
I 3OH!3 (pronuncia "three oh three") sono un gruppo musicale statunitense di musica elettronica composto da Sean Matthew Foreman (27 agosto 1985) e Nathaniel Warren Seth Motte (13 gennaio 1984). Formatosi nel 2004, ha ufficialmente debuttato discograficamente solo tre anni dopo. Tra il 2009 e il 2010 sono diventati particolarmente popolari grazie anche ai duetti con le note popstar Katy Perry, Kesha  e anche Ashley Tisdale per la serie televisiva Hellcats.

## Storia del gruppo

### Gli esordi
Il gruppo si è formato nel 2004 e ha debuttato nel 2007 con la pubblicazione dell'album di debutto, l'omonimo 3OH!3, pubblicato il 3 luglio di quell'anno e autoprodotto. Successivamente il gruppo ha inciso la canzone Sex on the Beach per il programma di MTV The Real World: Cancun.
L'anno successivo, dopo diverse esibizioni dal vivo, il gruppo ha firmato un contratto con l'etichetta discografica Photo Finish, per il quale il gruppo ha inciso e pubblicato l'8 luglio del 2008 il secondo album, Want, che ha riscosso un discreto successo in classifica raggiungendo la posizione numero quarantaquattro della classifica statunitense.
Dall'album sono stati estratti i singoli Don't Trust Me e Starstrukk, quest'ultimo in collaborazione con la cantante Katy Perry, di grande seguito; il primo ha raggiunto, tra le altre, la terza posizione in Australia e Stati Uniti mentre il secondo ha raggiunto ottime posizioni in Regno Unito, Australia e Irlanda e riscuotendo comunque un discreto successo globale.
Nel 2009 sono stati pubblicati anche gli EP 3OH!3/Innerpartysystem Split 7 e Live Session EP (iTunes Exclusive).Nel 2010 hanno cantato la loro canzone Double Vision per la colonna sonora di The Sims 3 Late Night.

### Il successo del terzo album
Nel febbraio del 2010 è stato pubblicato in tutta Europa il singolo Blah Blah Blah di Kesha, realizzato in collaborazione con i 3OH!3, che ha ottenuto un buon successo in tutta Europa. Il 4 maggio dello stesso anno è stato pubblicato il loro brano My First Kiss, in collaborazione con Kesha, che ha avuto un buon riscontro commerciale in particolar modo nel Regno Unito, negli Stati Uniti e in Oceania. Questo singolo ha anticipato la pubblicazione del loro terzo album, intitolato Streets of Gold, dal buon successo commerciale negli Stati Uniti e nel Regno Unito, dal quale è stato tratto anche un ulteriore brano, Double Vision. Nel gennaio 2011 viene pubblicato il terzo singolo estratto dall'album Streets of Gold, Touchin' On My.

### Quarto e quinto album
Nel luglio 2012 il gruppo pubblica il singolo You're Gonna Love This. Dopo l'uscita di altri brani, nel giugno 2013 viene diffuso il quarto album in studio Omens.
Nel maggio 2016, viene pubblicato dalla Fueled By Ramen il quinto album del gruppo Night Sports.

## Discografia

### Album in studio
- 2007 - 3OH!3
- 2008 - Want
- 2010 - Streets of Gold
- 2013 - Omens
- 2016 - Night Sports
- 2021 - Need

### Collaborazioni
- 2010 - Blah Blah Blah di Kesha

### EP
- 2009 - 3OH!3/Innerpartysystem Split 7
- 2009 - Live Session EP (iTunes Exclusive)

### Singoli
- 2008 - Don't Trust Me
- 2010 - My First Kiss (feat. Kesha)
- 2010 - Starstrukk (feat. Katy Perry)
- 2010 - Double Vision
- 2011 - Touchin' On My
- 2010 - My First Kiss (feat. Ashley Tisdale)
- 2010 - Follow Me Down
- 2011 - Hit It Again
- 2011 - Robot
- 2012 - You're Gonna Love This
- 2012 - Youngblood
- 2013 - Back to Life
- 2021 - Lonely Machines (feat. 100 gecs)